# Stiperstones

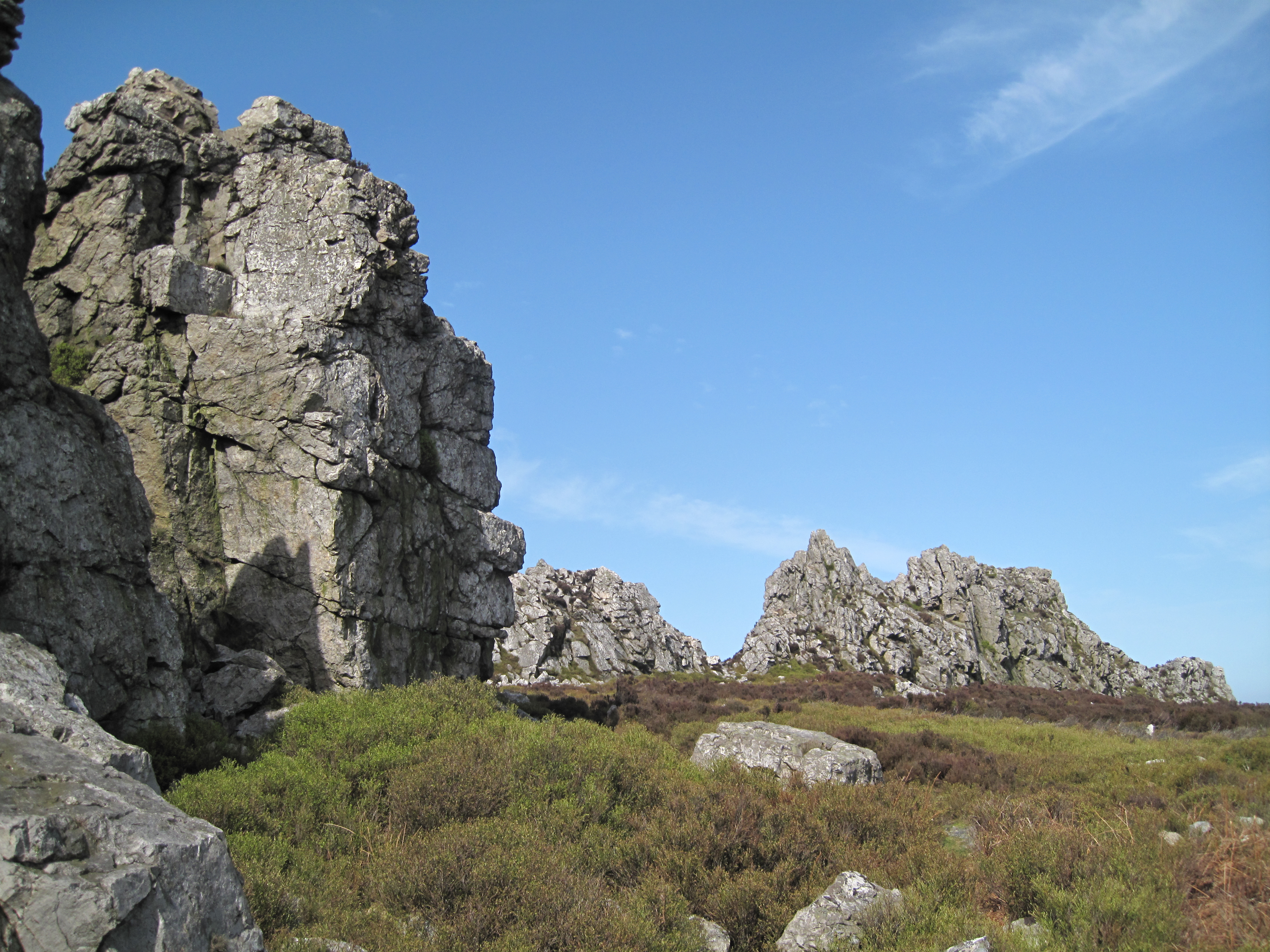
Cuarcita cámbrica fragmentada en Devil's Chair, Stiperstones

Stiperstones (en galés: Carneddau Teon) es una colina distintiva en el condado de Shropshire, Inglaterra. La roca de cuarcita de la cresta se formó hace unos 480 millones de años. Durante la última Edad de Hielo, Stiperstones yacía en el margen oriental de la capa de hielo de Gales. La colina en sí no estaba glaciada, aunque los glaciares ocupaban los valles circundantes y estaba sujeta a un intenso congelamiento y deshielo que destrozó la cuarcita en una masa de pedregal revuelto que rodeaba varios tores rocosos residuales. A 536 metros (586,2 yd) sobre el nivel del mar es la segunda colina más alta del condado, superada solo por Brown Clee Hill (540 metros (1772 pies)). La cima de 8 kilómetros (5 mi) está coronada por varios afloramientos dentados, que pueden verse recortados contra el cielo.

## Geografía
Stiperstones destaca por sus tores de cuarcita. Los principales se nombran de la siguiente manera, de noreste a suroeste:
- Shepherd's Rock
- Devil's Chair
- Manstone Rock
- Cranberry Rock
- Nipstone Rock
- The Rock

Gran parte del suelo alrededor de los tores está cubierto por un depósito de grava y cantos rodados que surgió durante el período Cuaternario actual y se deriva de las rocas inmediatamente debajo de él. También hay algunos depósitos de turba aislados en algunos lugares. De particular interés es el suelo estampado que rodea los tores; algunos de los mejores ejemplos de las características periglaciales conocidas como franjas de piedra y polígonos en Inglaterra.

## Vida silvestre y conservación
El Stiperstones es una Reserva Natural Nacional y Sitio de Especial Interés Científico (SEIC) y se encuentra dentro del área de destacada belleza natural de las colinas de Shropshire. Es un refugio para la vida silvestre, con aves que normalmente se asocian con las tierras altas presentes, como el urogallo rojo, el zarapito común, el halcón peregrino y el raro mirlo común.

## Galería

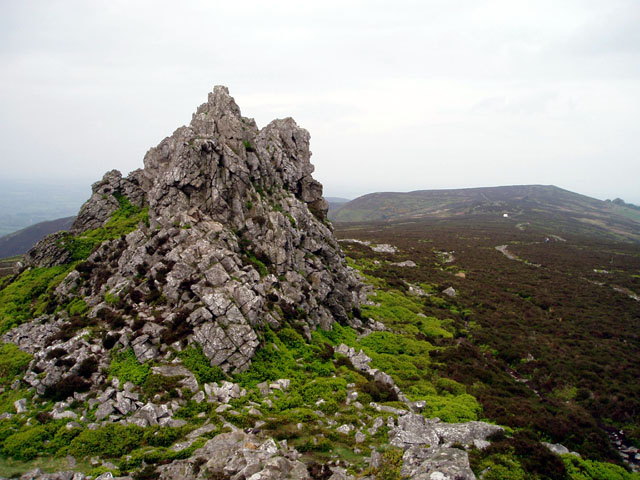
La Silla del Diablo, mirando hacia el norte
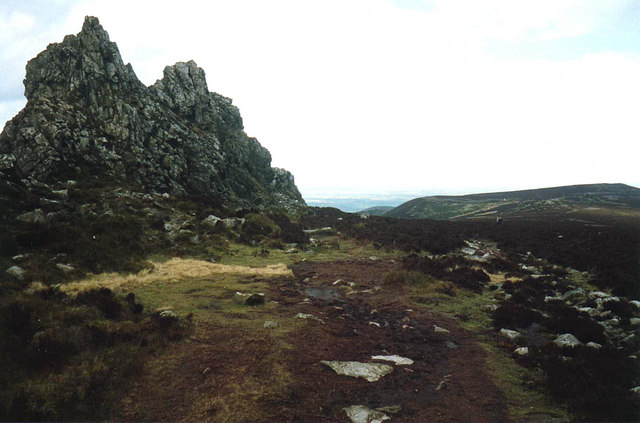
Los Stiperstones aparecen en las obras literarias de Mary Webb y del autor infantil Malcolm Saville.